# بییاسکا د لا ساگرا
بییاسکا د لا ساگرا (به اسپانیایی: Villaseca de la Sagra) یک شهرستان در اسپانیا است که در استان تولدو واقع شده‌است.

## خصوصیات
بییاسکا د لا ساگرا ۳۲ کیلومترمربع مساحت و ۱٬۵۸۱ نفر جمعیت دارد و ۴۷۵ متر بالاتر از سطح دریا واقع شده‌است.